# Вахтмейстер, Карл Ханс
Граф Карл Ханс Вахтмейстер (швед. Karl Hans Wachtmeister; 2 [12] апреля 1689 — 7 [18] марта 1736) — адмирал шведского флота, сын Ханса Вайхтмейстера старшего.

## Биография
Уже в 1711 году был произведён в шаутбенахты. В апреле 1715 года получил приказ крейсировать со своей эскадрой (4 линейных корабля и 2 фрегата) между Померанией и Данией, где к нему должен был присоединиться отряд кораблей из Гётеборга. Однако ещё до прихода гётеборгской эскадры он близ Фемарна подвергся нападению датского флота под командованием шаутбенахта Габеля (7 линейных кораблей и 2 фрегата) и после ожесточённого боя был вынужден сдаться в плен вместе со своими кораблями. Несмотря на поражение, за проявленное мужество Вахтмейстер в 1716 году был произведён в вице-адмиралы, а ещё тремя годами позже стал адмиралом.
В 1720 году командовал главными силами шведского флота, крейсировавшими в Финском заливе. Спустя несколько лет был назначен адмиралтейств-советником.
Вахтмейстера часто путают с его кузеном, адмиралом Карлом Хансом Вахтмейстером (1682—1731).

### Семья
Впервые женился в 1714 году на графине Ульрике Магдалене Стенбок, дочери королевского советника и фельдмаршала графа Магнуса Стенбока. Жена умерла при родах в 1715 году, и Вахтмайстер снова женился в 1717 году на баронессе Софии Доротее Генриетте Филиппине фон Метч (1699–1753). Она была дочерью барона Ганса Фредрика фон Метша и Юлианы Сибиллы фон дем Кнесебек.
Дочь от первого брака:
- Магдалена София (1715–1750) -d 1730 году вышла замуж за двоюродного брата своего отца, подполковника барона Акселя Густава Вахтмейстера аф Бьёркё, дочь баронесса Хедвиг Элеонора Вахтмайстер аф Бьоркё (1739-1806).

Дети от второго брака:
- Элизабет Ловиса (1718–1765) - в 1742 году она вышла замуж за генерал-майора барона Якоба Фредрика Хорна аф Ранцина.
- Вильгельмина Элеонора Антуанетта (1719-1767) - вышла замуж в Карлскруне в 1741 году за Карла Фредрика фон Мевиуса, лорда Шревенборна в Гольштейне.
- Фридрих Георг Ганс Карл (1720-1792)
- Ульрика Юлиана Генриетта (1722–1776) - вышла замуж в 1748 году за генерал-лейтенанта графа Йохана Людвига Хорда[нем.]. У пары было два сына и три дочери.